# Gertraud Hennes
Gertraud Hennes SSpS (* 5. April 1880 in Saalhausen, Sauerland; † 17. Februar 1944 bei Wewak, Papua-Neuguinea) war eine deutsche Steyler Missionsschwester und Märtyrin.

## Leben
Helene Hennes, ältestes von 4 Kindern eines Fabrikarbeiters, verlor mit 7 Jahren den Vater. Am 19. Mai 1906 trat sie im Alter von 26 Jahren in Steyl in das Missionshaus der Steyler Missionsschwestern ein und begann noch im selben Jahr das Noviziat unter dem Ordensnamen Gertraud (Variante von Gertrud). Am 14. Juni 1908 legte sie ihre Zeitlichen Gelübde ab. Vom 17. Mai 1909 reiste sie mit anderen nach Alexishafen in die Papua-Neuguinea-Mission, wo sie am 10. Oktober 1915 die Ewige Profess ablegte. Sie wirkte zuerst in der Küche, dann als Sakristanin.
Nach der Besetzung Neuguineas durch die japanischen Invasionstruppen 1942 wurde sie zusammen mit Bischof Franziskus Wolf und zahlreichen Mitbrüdern und Missionsschwestern in einem Sammellager auf Manam interniert, wo sie an Unterernährung litten und an Malaria erkrankten. Am 5. Februar gingen sie unter Protest auf das japanische Transportschiff Yorishime Maru, das am 6. Februar nachts von der amerikanischen Luftwaffe angegriffen wurde. Es starben 46 Menschen, darunter, nach 11 Leidenstagen, Gertraud Hennes. Eine Gedenkstätte befindet sich in Alexishafen.

## Gedenken
Die Römisch-katholische Kirche in Deutschland hat Schwester Gertraud Hennes als Märtyrin in das deutsche Martyrologium des 20. Jahrhunderts aufgenommen.